# 小行星2057
小行星2057（2057 Rosemary）是一颗围绕太阳公转的小行星。1934年9月7日，卡爾·威廉·萊茵姆特在海德堡发现了此天体。
該小行星以德國天文學家漢斯·蕭爾的妻子羅斯瑪麗·伯基·霍夫曼·蕭爾（Rosemary Birky Hoffmann Scholl）命名。
这颗小行星的绝对星等为17.77298949757457等。